# Commana
Commana är en kommun i departementet Finistère i regionen Bretagne i västra Frankrike. Kommunen ligger i kantonen Sizun som tillhör arrondissementet Morlaix. År 2022 hade Commana 994 invånare.

## Befolkningsutveckling
Antalet invånare i kommunen Commana
Referens:INSEE